# تایپ ۱۰
تایپ ۱۰ یک تانک اصلی میدان نبرد در ارتش ژاپن است که توسط صنایع سنگین میتسوبیشی برای نیروی دفاعی زمین ژاپنی تولید شده‌است. در مقایسه با سایر تانک‌های اصلی میدان نبرد حال حاضر در این یگان‌های زرهی، تایپ ۱۰ به تجهیزات پیشرفته ای برای پاسخگویی به جنگ ضد تانک و سایر نبردهای احتمالی مجهز شده‌است.